# Jan O. Mattsson
Jan Orvar "JO" Mattsson, född 8 september 1930 i Malmö, död 26 oktober 2020 i Höllviken, var en svensk naturgeograf. Han avlade doktorsexamen vid Lunds universitet med en avhandling om mikroklimatologi 1966, tjänstgjorde därefter som docent vid den naturgeografiska institutionen, där han efterträdde Anders Rapp som professor 1991 och gick i pension 1995. Mattsson ägnade sig framför allt åt klimatologi och meteorologi.
Han var ledamot av Kungliga skogs- och lantbruksakademien och Kungliga Fysiografiska Sällskapet.
JO Mattsson var redaktör för Geografiska Annaler serie A 1993-2003